# عزيز خان
عزيز خان (بالإنجليزية: Aziz Khan)‏ هو شخصية أعمال باكستاني وبنغلاديشي، ولد في 1955 في دكا في بنغلاديش.